# Інгода (селище)
Інго́да (рос. Ингода) — селище у складі Читинського району Забайкальського краю, Росія. Адміністративний центр Інгодинського сільського поселення.

## Населення
Населення — 1004 особи (2010; 1040 у 2002).
Національний склад (станом на 2002 рік):
- росіяни — 96 %